# 灝畋峰
灝畋峰（英語：15 Ho Man Tin Hill）是位於香港九龍何文田山道的高尚住宅，頂層為50樓，能在中層以上單位觀望維港景致，是區內地標建築物。

## 簡介
灝畋峰由嘉里建設出資興建，於2006年4月12日開始入伙，屬單幢式高級住宅；首6層為停車場，7及8樓為住客會所，9樓為附連平台的特色單位，10至47樓為標準戶，48至50樓為全層大宅。標準樓層每層兩伙，富有私隱。48樓以上全層大宅，面積3712至4210方呎，四套房間隔，是區內唯一；樓底高達11.5呎，大廈採用落地玻璃，有別於同區住宅。
灝畋峰所有單位均坐北向南，且屬三面單邊，擁有270度環迴景觀。大廳向西南偏南，低層俯瞰何文田及旺角，中高層單位可望尖沙嘴至港島北部沿岸，視野開揚。其中一房、廚房及兩浴室皆向東北偏北，可遠眺九龍塘、黃大仙及獅子山遼闊景觀。住客會所面積約6000方呎，有多項高級酒店的設施，除25米戶外泳池、健身室、水療按摩池、平台花園外，更特設模擬高爾夫球練習室及120吋銀幕的私人影院。同時設有大型廚房，供住戶租用作烹飪款客場地。會所設備不多，以全數69戶計，服務員比例為一比四，並提供24小時私人接載及集團海外酒店設施預約服務。

## 外部連結
- Kerry Properties Limited - 灝畋峰 （页面存档备份，存于）